# آلة هيرودوت
كانت آلة هيرودوت آلة وصفها هيرودوت، المؤرخ اليوناني المولود في هاليكارناسوس، كاريا (بودروم الحديثة، تركيا). يدعي هيرودوت أن هذا الاختراع مكن المصريين القدماء من بناء الأهرامات المصرية. يُفترض أن الأداة الغريبة سمحت للعمال برفع مواد البناء الثقيلة. يعتقد أن هيرودوت قد واجه الجهاز أثناء سفره عبر مصر. مع مرجع محدود وعدم وجود مخططات حقيقية، حفزت هذه الآلة العديد من نظريات المؤرخين حول كيفية تمكن المصريين القدماء من إنشاء الأهرامات.

## هيرودوت في مصر
يُشتبه في أن هيرودوت زخرف - أو اختلق بالكامل - بعض حساباته التاريخية، لكن العلماء يقبلون عمومًا هذه الرواية المعينة لأن هيرودوت يقدم روايات معقولة عن مصر وكان من الممكن تمامًا لشخص يعيش في هاليكارناسوس أن يسافر بأمان وسهولة لمصر خلال حياة هيرودوت. كانت التجارة موجودة بين دول المدن اليونانية ومصر. يعتقد أن هيرودوت في مصر قد تحدث مع السكان المحليين حول هذه المسألة.

### وصف هيرودوت
يقدم هيرودوت وصفًا للعملية في «التاريخ».
 تم بناء الهرم على درجات، من حيث الحكمة، كما يطلق عليه، أو، وفقًا لما ذكره آخرون، على شكل مذبح. وبعد وضع حجارة القاعدة، قاموا برفع الحجارة المتبقية إلى أماكنها بواسطة آلات مكونة من ألواح خشبية قصيرة. قامت الآلة الأولى برفعهم من الأرض إلى قمة الخطوة الأولى. على هذا، كانت هناك آلة أخرى، استلمت الحجر عند وصوله ونقلته إلى الدرجة الثانية، حيث تقدمت آلة ثالثة إلى أعلى. إما أن لديهم عددًا من الآلات يساوي عدد درجات الهرم، أو ربما كان لديهم سوى آلة واحدة، والتي، بسهولة نقلها، تم نقلها من طبقة إلى أخرى كما ارتفع الحجر - تم تقديم كلا الحسابين، وبالتالي أذكر كليهما. تم الانتهاء من الجزء العلوي من الهرم أولاً، ثم الجزء الأوسط وأخيراً الجزء الذي كان الأدنى والأقرب إلى الأرض. 
يعتقد أن ليوناردو دافنشي قد رسم آلة بناءً على وصف هيرودوت. تستند الرسوم اللاحقة إلى رسومات دافنشي في كوديكس مدريد. لا يمكن للرسوم المرئية أن تدعي بشكل رسمي أنها تمثل آلة هيرودوت.
نظرًا لأن هيرودوت يقدم وصفًا أكثر لمكونات التصميم بدلاً من الشكل المفصل أو الاستخدام، فقد تم طرح العديد من الأفكار وبناء نماذج مصغرة.